# Exvot de Daocos
L'Exvot de Daocos (grec: Ανάθημα του Δαόχου grec: ), també anomenat Grup de Daocos, és un antic grup escultòric procedent del Temple d'Apol·lo de Delfos, a Grècia. Potser el va ser esculpir Lisip de Sició o el seu fill Eutícrates a la fi del període clàssic, entre el 337 i el 332 abans de la nostra era. Se n'han proposat també altres dates. Al principi es pensava que l'exvot estava exempt. Alguns estudis posteriors, però, han arribat a la conclusió que el monument es trobava probablement dins del Tresor dels tessalis, realitzat cap al 361 ae per Agelau. Ara, les parts que es conserven del grup escultòric es troben al Museu Arqueològic de Delfos.(2)

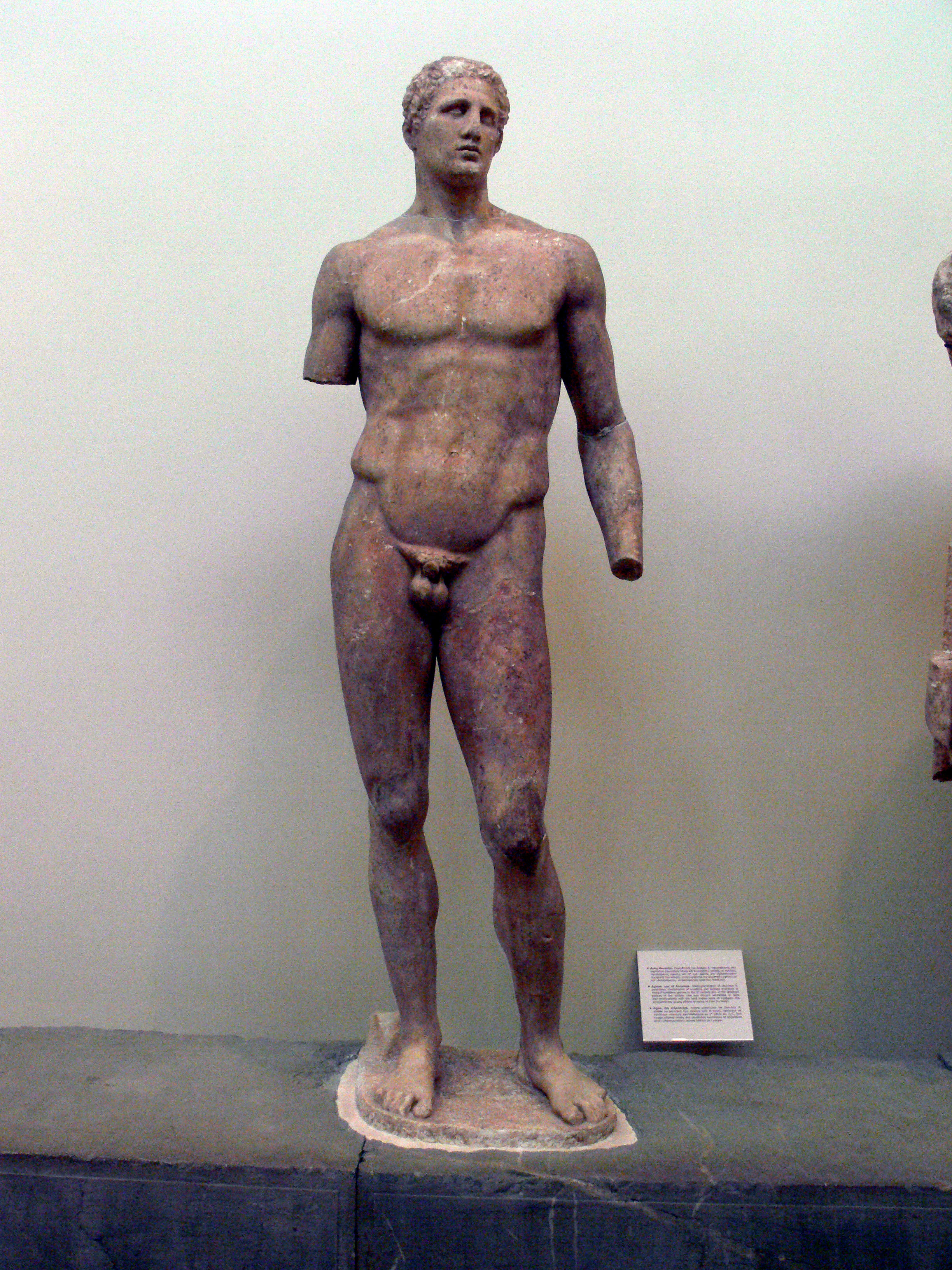
Agias, part de l'exvot

## Descripció
El grup escultòric es va dedicar com a ofrena al santuari d'Apol·lo per Daocos II de Farsàlia, tetrarca de Tessàlia, que és la figura central del grup, compost per nou estàtues, vuit de les quals representen sis generacions de la família de Daocos: Daocos II; el seu fill Sísif II; el seu pare Sísif I; el seu avi Daocos I; el seu avi Agias; el seu avi Acnoni; i dos atletes de la família Agias, Telèmac i Agelau, guanyadors dels Jocs Pítics. La novena escultura del grup era una estàtua d'Apol·lo, que devia representar l'òmfal sobre el qual estaria assegut el déu.(1)
Davall les escultures hi havia un llarg pedestal rectangular en què s'inscrivia el nom de la persona de cada estàtua. El grup escultòric es trobava a la cantonada nord-est de la plataforma del Temple d'Apol·lo. Sis de les estàtues que representen la família Daocos estan millor conservades i n'hi ha fragments de dues. També se'n conserva el pedestal. L'estàtua d'Apol·lo ha desaparegut, tot i que s'han trobat parts d'una estàtua sedent d'Apol·lo a Delfos, que podria procedir d'aquest grup.(2)